# Anthony Reid
Anthony Reid (Glasgow, Escocia, 17 de mayo de 1957) es un expiloto de automovilismo británico. Fue piloto probador en Fórmula 1, subcampeón en BTCC, subió un podio absoluto en las 24 Horas de Le Mans, entre otros logros.

## Carrera

### Monoplazas
Participó en Fórmula 3 Británica y otros campeonatos de monoplazas, ganando el campeonato 1992 de Fórmula 3 Japonesa, pero su éxito ha sido en su mayoría con vehículos con techo, en primer lugar en los automóviles deportivos y más tarde en autos de turismo.
En el año 1992 realizó una prueba en el equipo de Fórmula 1 Jordan Grand Prix, y podría haber competido en la siguiente temporada de haber podido recaudar el dinero necesario.

### Turismos

#### Inicios
En 1992, Reid debutó en el Campeonato Japonés de Gran Turismos, en el Team Taisan, terminando 3.º en el año siguiente. En 1996 retornó a Europa para pilotar un Nissan Primera oficial en Super Tourenwagen Cup.

#### Campeonato Británico de Turismos

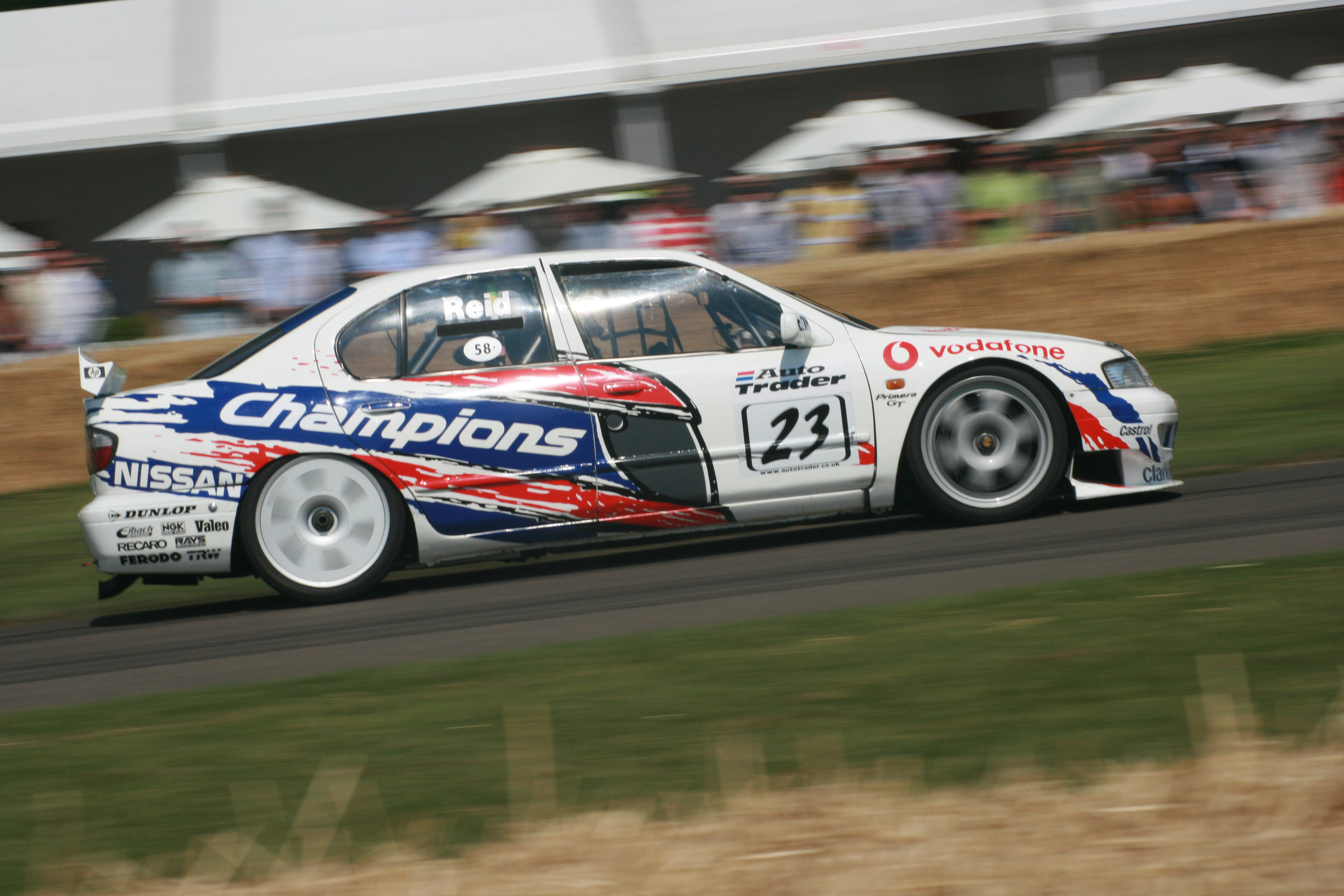
Nissan Primera de Reid de la edición 1998 del BTCC.

En el año 1997 hizo su primera temporada en el Campeonato Británico de Turismos con un Nissan Primera oficial de RML. Los buenos resultados llegaron en 1998, cuando peleó por el título hasta la ronda final, donde perdió ante el sueco Rickard Rydell.
En 1999 se unió a Prodrive para ayudar a desarrollar su Ford Mondeo oficial, y en la temporada 2000 finalizó segundo tras de su compañero de equipo Alain Menu.
Para el año 2001 se incorporó al West Surrey Racing (WSR), el cual desarrolló un MG ZS. Resultó cuarto en las temporadas 2002 y 2004, sin poder quebrar el dominio de Vauxhall. En 2004 el equipo perdió el apoyo oficial de MG, y luego de 2005 Reid salió del equipo por problemas financieros.
Reid volvió al Campeonato Británico para las tres últimas rondas de la temporada 2009 con su anterior equipo, fue introducido en un tercer BMW Serie 3, junto con los pilotos habituales Colin Turkington y Stephen Jelley en un intento de reforzar las posibilidades de campeonato de Turkington.

#### TC2000
Además de competir en diversas categorías internacionales, Anthony Reid también tuvo incursiones en la categoría argentina Turismo Competición 2000. En la misma, compitió en reiteradas oportunidades como piloto invitado de la Escudería Honda Racing Argentina, en la carrera especial de los 200 km de Buenos Aires. Allí, formó duplas con los pilotos Martín Basso, Fabián Yannantuoni, Juan Manuel Silva, Cacá Bueno y José María López. Su primera incursión fue justamente en la primera edición corrida en el año 2004, siendo relevo de Basso y con quien lograron establecer la pole position y cerrar la competencia en la sexta colocación. En 2005 formó dupla con Yannantuoni, cerrando la carrera en el cuarto lugar, mientras que en 2006 formó equipo con Silva, teniendo un abandono en forma prematura. En 2007 Reid alcanzó su primer podio en estas competencias especiales, al arribar segundo y en tándem con el brasileño Bueno, siendo a su vez, la primera dupla 100% extranjera en lograr un podio en esa categoría. A partir del año 2008, Reid comenzó a formar dupla con Pechito López, junto a quien alcanzó su primera victoria en TC 2000 al llevarse la edición 2008 de los 200 km de Buenos Aires.
Asimismo, Reid también fue invitado por el equipo Honda Racing Argentina a otras competencias especiales desarrolladas por el TC 2000, como la competencia especial de la 5ta fecha de la temporada 2009, en el Autódromo de Termas de Río Hondo, donde nuevamente se alzó con el triunfo volviendo a formar dupla con el cordobés López.

### 24 Horas de Le Mans
En las 24 Horas de Le Mans de 1990, Anthony compitió por Porsche 962C del equipo Group C1. Llegó tercero en la general.
En el 1991 volvió a conducir un 962C pero de la escudería autríaca Konrad Motorsport.
Más adelante, en 1996, condujo un Lister Storm. En los años 2001 y 2002 participó con un MG-Lola, pero en ambas abandonó. En 2005, Reid condujo la Scuderia Ecosse Ferrari. En la clasificación, Anthony completó tres vueltas con un tiempo de 4:13.237. El coche finalmente se retiró a manos del compañero de equipo de a problemas con el coche.

## Apariciones en Top Gear
Anthony apareció en la serie Top Gear. En uno conduciendo una motorhome Toyota. En otro episodio participó en una carrera en la cual manejaban autobuses, compitiendo contra los pilotos Tom Chilton, Gordon Shedden y Matt Neal, y el presentador Richard Hammond.
En la serie 20, Episodio 2 condujo una limusina Lincoln Town Car. La carrera terminó cuando la limusina se dividió por la mitad.

## Resultados

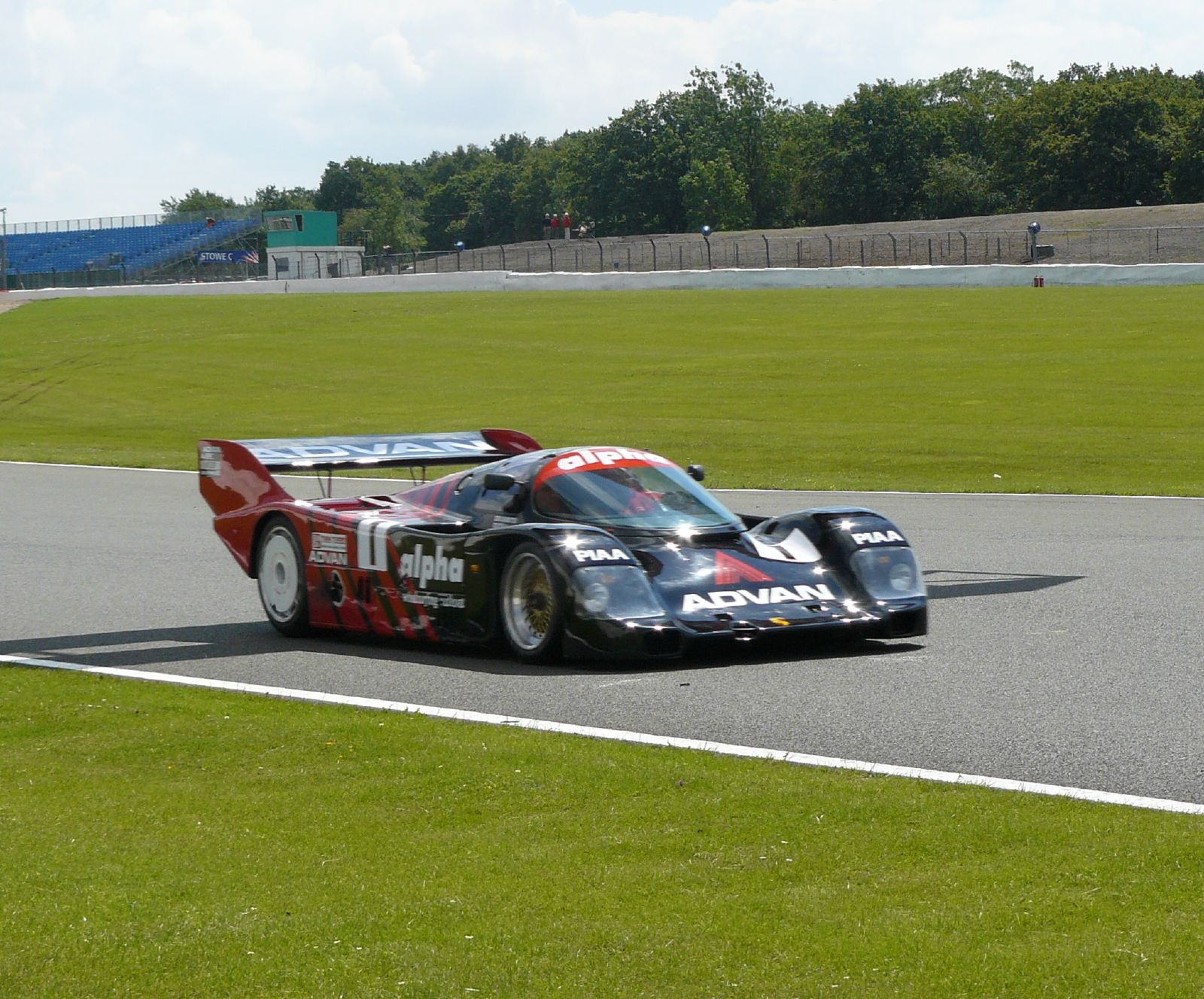
Porsche 962C utilizado por Anthony en 1990

### 24 Horas de Le Mans
| Año  | Equipo                  | Copilotos                          | Automóvil              | Clase  | Vueltas | Pos. | Pos. Clase |
| ---- | ----------------------- | ---------------------------------- | ---------------------- | ------ | ------- | ---- | ---------- |
| 1990 | Alpha Racing Team       | Tiff Needell David Sears           | Porsche 962C           | C1     | 352     | 3º   | 3º         |
| 1991 | Konrad Motorsport       | Franz Konrad Pierre-Alain Lombardi | Porsche 962C           | C2     | 98      | DNF  | DNF        |
| 1996 | Newcastle United Lister | Geoff Lees Tiff Needell            | Lister Storm GTS       | GT1    | 295     | 19º  | 11º        |
| 2001 | MG Sport & Racing Ltd.  | Warren Hughes Jonny Kane           | MG-Lola EX257          | LMP675 | 30      | DNF  | DNF        |
| 2002 | MG Sport & Racing Ltd.  | Warren Hughes Jonny Kane           | MG-Lola EX257          | LMP675 | 129     | DNF  | DNF        |
| 2005 | Scuderia Ecosse         | Andrew Kirkaldy Nathan Kinch       | Ferrari 360 Modena GTC | GT2    | 70      | DNF  | DNF        |

### Campeonato Japonés de Turismos
| Año  | Equipo                | Automóvil              | Clase | 1       | 2       | 3         | 4         | 5        | 6       | 7        | 8       | 9       | 10      | 11        | 12      | 13        | 14        | 15      | 16        | 17      | 18      | Pos. | Puntos |
| ---- | --------------------- | ---------------------- | ----- | ------- | ------- | --------- | --------- | -------- | ------- | -------- | ------- | ------- | ------- | --------- | ------- | --------- | --------- | ------- | --------- | ------- | ------- | ---- | ------ |
| 1992 | Team Taisan           | BMW M3 Sport Evolution | JTC-2 | AID     | AUT     | SUG 8     | SUZ       | MIN      | TSU     | SEN      | FUJ     |         |         |           |         |           |           |         |           |         |         | 20.º | 20     |
| 1993 | Asahi Kiko Sport Team | BMW M3 Sport Evolution | JTC-2 | MIN 10  | AUT 7   | SUG 9     | SUZ 16    | AID 6    | TSU 8   | TOK 9    | SEN 7   | FUJ 7   |         |           |         |           |           |         |           |         |         | 3.º  | 117    |
| 1994 | Team HKS              | Vauxhall Cavalier      |       | AUT 1   | AUT 2 1 | SUG 1 Ret | SUG 2 DNS | TOK 1    | TOK 2 3 | SUZ 1 12 | SUZ 2 5 | MIN 1 7 | MIN 2 8 | AID 1 Ret | AID 2 7 | TSU 1 5   | TSU 2 Ret | SEN 1 9 | SEN 2 Ret | FUJ 1 2 | FUJ 2 1 | 4.º  | 106    |
| 1995 | HKS Opel Team Japan   | Opel Vectra GT         |       | FUJ 1 2 | FUJ 2 3 | SUG 1 Ret | SUG 2 16  | TOK 1 19 | TOK 2 8 | SUZ 1    | SUZ 2 3 | MIN 1 8 | MIN 2 1 | AID 1 5   | AID 2 1 | SEN 1 DSQ | SEN 2 DNS | FUJ 1   | FUJ 2     |         |         | 4.º  | 87     |
| 1996 | BMS Scuderia Italia   | Nissan Primera GTe     |       | FUJ 1   | FUJ 2   | SUG 1     | SUG 2     | SUZ 1    | SUZ 2   | MIN 1    | MIN 2   | SEN 1   | SEN 2   | TOK 1     | TOK 2   | FUJ 1 2   | FUJ 2 1   |         |           |         |         | 13.º | 27     |

### Fórmula 3000 Japonesa
(Clave) (negrita indica pole position) (cursiva indica vuelta rápida)

| Año  | Equipo                 | 1   | 2   | 3   | 4   | 5   | 6   | 7   | 8       | 9      | 10      | 11      | Pos. | Puntos |
| ---- | ---------------------- | --- | --- | --- | --- | --- | --- | --- | ------- | ------ | ------- | ------- | ---- | ------ |
| 1993 | Super Evolution Racing | SUZ | FUJ | MIN | SUZ | AUT | SUG | FUJ | FUJ Ret | SUZ 14 | FUJ Ret | SUZ Ret | NC   | 0      |

### Super Tourenwagen Cup
(Clave) (negrita indica pole position) (cursiva indica vuelta rápida)

| Año  | Equipo                | Automóvil          | 1        | 2         | 3        | 4        | 5        | 6         | 7        | 8        | 9       | 10        | 11       | 12        | 13      | 14      | 15    | 16    | 17        | 18      | Pos. | Puntos |
| ---- | --------------------- | ------------------ | -------- | --------- | -------- | -------- | -------- | --------- | -------- | -------- | ------- | --------- | -------- | --------- | ------- | ------- | ----- | ----- | --------- | ------- | ---- | ------ |
| 1996 | Nissan Primera Racing | Nissan Primera GTe | ZOL 1 22 | ZOL 2 Ret | ASS 1 17 | ASS 2 11 | HOC 1 12 | HOC 2 Ret | SAC 1 20 | SAC 2 17 | WUN 1 7 | WUN 2 Ret | ZWE 1 14 | ZWE 2 Ret | SAL 1 3 | SAL 2 3 | AVU 1 | AVU 2 | NÜR 1 Ret | NÜR 2 9 | 18.º | 147    |

### Campeonato Británico de Turismos
(Clave) (negrita indica pole position) (cursiva indica vuelta rápida)

| Año  | Equipo                 | Automóvil         | 1         | 2         | 3         | 4         | 5         | 6          | 7         | 8        | 9        | 10        | 11        | 12         | 13        | 14        | 15        | 16        | 17        | 18       | 19       | 20        | 21        | 22        | 23        | 24         | 25       | 26        | 27        | 28       | 29        | 30      | Pos. | Puntos |
| ---- | ---------------------- | ----------------- | --------- | --------- | --------- | --------- | --------- | ---------- | --------- | -------- | -------- | --------- | --------- | ---------- | --------- | --------- | --------- | --------- | --------- | -------- | -------- | --------- | --------- | --------- | --------- | ---------- | -------- | --------- | --------- | -------- | --------- | ------- | ---- | ------ |
| 1997 | Vodafone Nissan Racing | Nissan Primera GT | DON 1 Ret | DON 2 Ret | SIL 1 Ret | SIL 2 Ret | THR 1 8   | THR 2 4    | BRH 1 5   | BRH 2 14 | OUL 1 7  | OUL 2 Ret | DON 1 11  | DON 2 Ret  | CRO 1 Ret | CRO 2 8   | KNO 1 5   | KNO 2 Ret | SNE 1 Ret | SNE 2 10 | THR 1 13 | THR 2 Ret | BRH 1 Ret | BRH 2     | SIL 1 2   | SIL 2 Ret  |          |           |           |          |           |         | 11.º | 56     |
| 1998 | Vodafone Nissan Racing | Nissan Primera GT | THR 1 8   | THR 2 13  | SIL 1 7   | SIL 2 3   | DON 1 Ret | DON 2 6    | BRH 1 2   | BRH 2 3  | OUL 1 5  | OUL 2 3*  | DON 1     | DON 2 Ret* | CRO 1 2   | CRO 2 3   | SNE 1     | SNE 2 NC  | THR 1     | THR 2 6  | KNO 1    | KNO 2 7   | BRH 1     | BRH 2 2*  | OUL 1 2   | OUL 2 1*   | SIL 1 5  | SIL 2 1*  |           |          |           |         | 2.º  | 239    |
| 1999 | Ford Team Mondeo       | Ford Mondeo       | DON 1 Ret | DON 2 Ret | SIL 1 7   | SIL 2 DSQ | THR 1 8   | THR 2 Ret  | BRH 1 2   | BRH 2 8  | OUL 1 4  | OUL 2 5   | DON 1 11  | DON 2 9    | CRO 1 Ret | CRO 2 10* | SNE 1 Ret | SNE 2 11  | THR 1 Ret | THR 2 7* | KNO 1 4  | KNO 2 Ret | BRH 1 8   | BRH 2 12  | OUL 1 12  | OUL 2 8    | SIL 1 4  | SIL 2 3   |           |          |           |         | 12.º | 78     |
| 2000 | Ford Team Mondeo       | Ford Mondeo       | BRH 1 5   | BRH 2 2*  | DON 1 3   | DON 2 4   | THR 1 2   | THR 2 4    | KNO 1 3   | KNO 2 3  | OUL 1 5  | OUL 2 3   | SIL 1 2   | SIL 2 Ret  | CRO 1 2   | CRO 2 DSQ | SNE 1 4   | SNE 2 6   | DON 1     | DON 2 3* | BRH 1 8  | BRH 2 4   | OUL 1     | OUL 2 2*  | SIL 1 7   | SIL 2 Ret* |          |           |           |          |           |         | 2.º  | 193    |
| 2001 | MG Sport & Racing      | MG ZS             | BRH 1     | BRH 2     | THR 1     | THR 2     | OUL 1     | OUL 2      | SIL 1     | SIL 2    | MON 1    | MON 2     | DON 1     | DON 2      | KNO 1     | KNO 2     | SNE 1     | SNE 2     | CRO 1     | CRO 2    | OUL 1    | OUL 2     | SIL 1 12  | SIL 2 7   | DON 1 10  | DON 2 Ret  | BRH 1    | BRH 2 Ret |           |          |           |         | NC†  | 0†     |
| 2002 | MG Sport & Racing      | MG ZS             | BRH 1 4   | BRH 2 3   | OUL 1 5   | OUL 2 Ret | THR 1 3   | THR 2 Ret* | SIL 1 DSQ | SIL 2 2* | MON 1 5  | MON 2 4*  | CRO 1 Ret | CRO 2 3    | SNE 1 4   | SNE 2 10  | KNO 1 2   | KNO 2 6*  | BRH 1     | BRH 2 5* | DON 1 4  | DON 2 8   |           |           |           |            |          |           |           |          |           |         | 4.º  | 136    |
| 2003 | MG Sport & Racing      | MG ZS             | MON 1 Ret | MON 2 Ret | BRH 1 4   | BRH 2 4   | THR 1 Ret | THR 2 4*   | SIL 1 10  | SIL 2 4* | ROC 1 6  | ROC 2 2*  | CRO 1 5   | CRO 2 1*   | SNE 1 5   | SNE 2 3   | BRH 1 7   | BRH 2 4   | DON 1 Ret | DON 2 9  | OUL 1 5  | OUL 2 4   |           |           |           |            |          |           |           |          |           |         | 6.º  | 121    |
| 2004 | West Surrey Racing     | MG ZS             | THR 1 4   | THR 2 6   | THR 3 2   | BRH 1 Ret | BRH 2 4   | BRH 3 2    | SIL 1 6   | SIL 2 3  | SIL 3 4* | OUL 1 10  | OUL 2 3   | OUL 3 Ret  | MON 1 2   | MON 2 5   | MON 3 9   | CRO 1 1*  | CRO 2 8   | CRO 3 6  | KNO 1 1* | KNO 2 7   | KNO 3 1*  | BRH 1 12  | BRH 2 Ret | BRH 3 6    | SNE 1 8  | SNE 2     | SNE 3 5   | DON 1 5  | DON 2 4   | DON 3 8 | 4.º  | 213    |
| 2009 | Team RAC               | BMW 320si         | BRH 1     | BRH 2     | BRH 3     | THR 1     | THR 2     | THR 3      | DON 1     | DON 2    | DON 3    | OUL 1     | OUL 2     | OUL 3      | CRO 1     | CRO 2     | CRO 3     | SNE 1     | SNE 2     | SNE 3    | KNO 1    | KNO 2     | KNO 3     | SIL 1 Ret | SIL 2 14  | SIL 3 12   | ROC 1 11 | ROC 2 12  | ROC 3 Ret | BRH 1 10 | BRH 2 Ret | BRH 3 7 | 20.º | 5      |

- † No acumulaba puntos

### Campeonato Británico de GT
(Clave) (negrita indica pole position) (cursiva indica vuelta rápida)

| Año  | Equipo              | Automóvil    | Clase | 1        | 2        | 3      | 4      | 5        | 6       | 7        | 8        | 9      | 10     | 11    | 12    | 13  | 14  | Pos. | Puntos |
| ---- | ------------------- | ------------ | ----- | -------- | -------- | ------ | ------ | -------- | ------- | -------- | -------- | ------ | ------ | ----- | ----- | --- | --- | ---- | ------ |
| 2008 | Chad Racing         | Ferrari F430 | GT3   | OUL 1    | OUL 2    | KNO 1  | KNO 2  | ROC 1 15 | ROC 2 8 | SNE 1 7  | SNE 2 11 | THR 1  | THR 2  | BRH 1 | BRH 2 | SIL | DON | 45.º | 3      |
| 2011 | Chevron Racing Cars | Chevron GR8  | GTC   | OUL 1 12 | OUL 2 12 | SNE 19 | BRH 12 | SPA 1    | SPA 2   | ROC 1    | ROC 2    | DON 12 | SIL 15 |       |       |     |     | 1.º  | 100    |
| 2012 | Chevron Racing Cars | Chevron GR8  | Inv   | OUL 1 24 | OUL 2 21 | NÜR 1  | NÜR 2  | ROC 14   | BRH     | SNE 1 21 | SNE 2 7  | SIL 23 | DON 20 |       |       |     |     | NC†  | 0†     |

- † No acumulaba puntos

### Turismo Competición 2000
| Año  | Equipo                 | Auto             | 1    | 2   | 3   | 4   | 5   | 6   | 7   | 8   | 9   | 10  | 11  | 12    | 13  | 14  | Res. | Puntos |
| ---- | ---------------------- | ---------------- | ---- | --- | --- | --- | --- | --- | --- | --- | --- | --- | --- | ----- | --- | --- | ---- | ------ |
| 2004 |                        |                  | GR   | VIE | SJU | PAR | SL  | OBE | AG  | CON | RC  | SRA | BB  | BA    | RAF | MDP | -    | -      |
| 2004 | Honda Racing Petrobras | Honda Civic VII  |      |     |     |     |     |     |     |     |     |     |     | 6     |     |     | -    | -      |
| 2005 |                        |                  | BA I | PAR | VIE | SJU | OLA | AG  | CUR | OBE | RAF | SRA | CON | BA II | SL  | GR  | -    | -      |
| 2005 | Honda Racing Petrobras | Honda Civic VII  |      |     |     |     |     |     |     |     |     |     |     | 4     |     |     | -    | -      |
| 2006 |                        |                  | BA I | OLA | CR  | VIE | SFE | SJU | SRA | RES | CUR | SMM | GR  | BA II | OBE | PAR | -    | -      |
| 2006 | Honda Petrobras Lubrax | Honda Civic VII  |      |     |     |     |     |     |     |     |     |     |     | Ret   |     |     | -    | -      |
| 2007 |                        |                  | CR   | GR  | BB  | SMM | SJU | SP  | AG  | SFE | SRA | VIE | BA  | OBE   | SL  | PDE | -    | -      |
| 2007 | Honda Lubrax           | Honda Civic VIII |      |     |     |     |     |     |     |     |     |     | 2   |       |     |     | -    | -      |
| 2008 |                        |                  | PAR  | SAL | GR  | SFE | SJU | RES | AG  | BA  | OBE | TRH | VIE | SMM   | PDF | PDE | -    | -      |
| 2008 | Honda Petrobras        | Honda Civic VIII |      |     |     |     |     |     |     | 1   |     |     |     |       |     |     | -    | -      |
| 2009 |                        |                  | AG   | GR  | OBE | SMM | TRH | RES | BA  | CEN | SFE | SFE | SJU | SJU   | PDF |     | -    | -      |
| 2009 | Equipo Petrobras       | Honda Civic VIII |      |     |     |     | 11  |     | 2   |     |     |     |     |       | 13† |     | -    | -      |

#### Copa Endurance Series
| Año  | Equipo           | Auto             | 1   | 2  | 3   | Res. | Puntos |
| ---- | ---------------- | ---------------- | --- | -- | --- | ---- | ------ |
| 2009 |                  |                  | TRH | BA | PDF | 7°   | 23     |
| 2009 | Equipo Petrobras | Honda Civic VIII | 11  | 2  | 11† | 7°   | 23     |